# Zaboravi druge žene
Zaboravi druge žene är Marta Savićs debutalbum, som släpptes år 1988 via Jugoton.

## Låtlista
1. Zaboravi druge žene (Glöm andra kvinnor)
2. Ti si ono što mi treba (Du är vad jag behöver)
3. Vrati se sa kišom (Återgå till regn)
4. Pogledaj me pogledaj (Titta på mig, titta på)
5. Kunem se srećo moja (Jag svär på min älskling)
6. Majko jugo (Mor i söder)
7. Oprosti mu ja sam kriva (Tyvärr är det mitt fel)
8. Molim te sad idi (Vänligen gå nu)
9. Srušio si ljubav moju (Du kraschar min kärlek)